# Население Мальдив

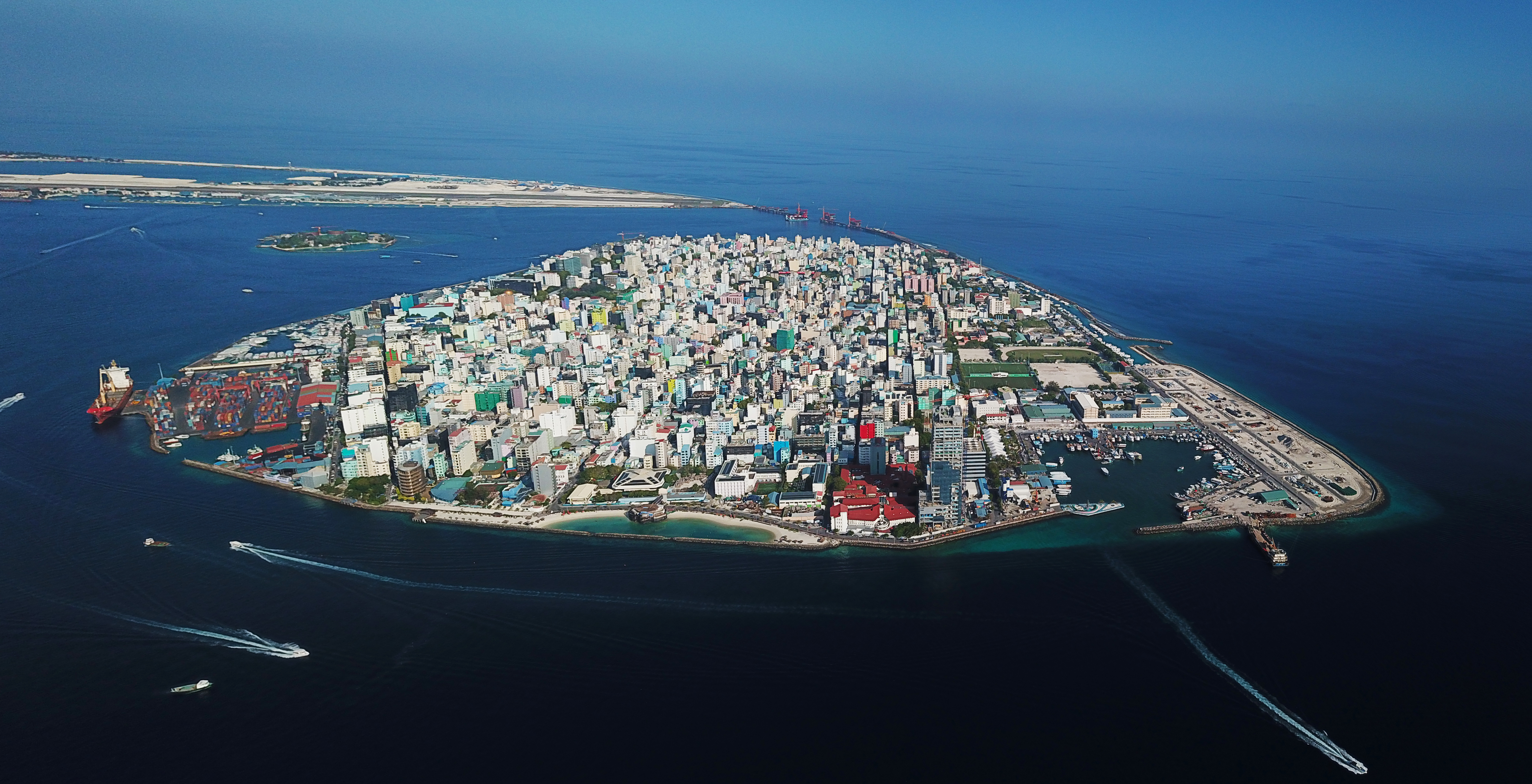
Мале — столица Мальдив

Численность населения — 338 434 (20 сентября 2014) c учетом иностранцев которые составляют 63 637 человек, итоговое население составляет 402 071 человек.
Самая большая концентрация — в Мале. Многие из островов Мальдив необитаемы.
Прирост населения 2,69 %: естественный прирост населения 1,80 %, положительное миграционное сальдо 0,89 %
Мальдивцы — потомки выходцев из Южной Азии и Ближнего Востока. В столице проживает некоторое количество индийцев, пакистанцев, арабов и сингалов.

## Численность населения

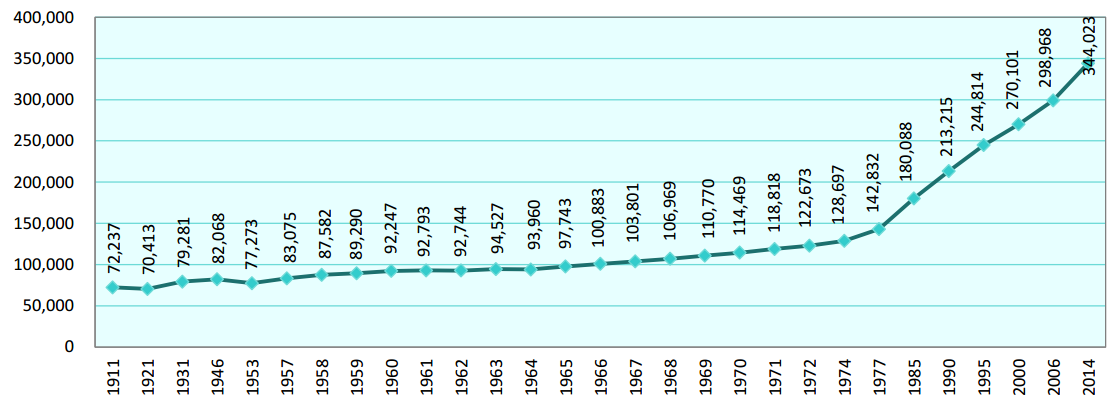
Население Мальдив 1911—2014

Динамика численности населения

## Естественное движение
Суммарный коэффициент рождаемости по атоллам
Примечание: данные по атоллу Каафу указаны без включения столицы.
За межпереписной период с 2006 по 2014 в 17 атоллах вырос СКР, в то время как в 3 он упал.
В 2 атоллах в 2014 году наблюдалась естественная убыль населения, в одном даже не было рождений.
Суммарный коэффициент рождаемости
Естественное движение населения

###### Младенческая смертность

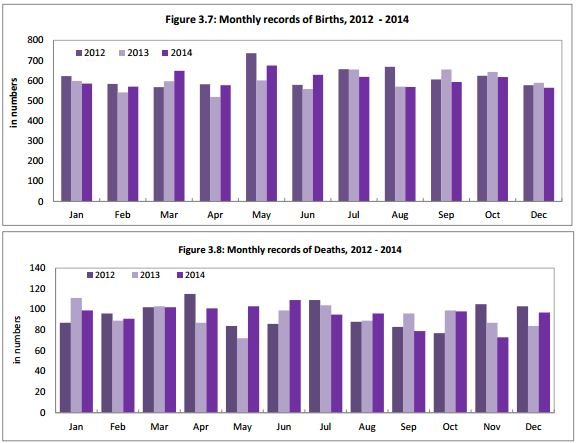
Естественное движение по месяцам, Мальдивы 2012—2014

## Миграционная ситуация
В Республике Мальдивы с 2007 года по 2014 происходило превышение выбывших над число прибывших.

## Возрастная структура

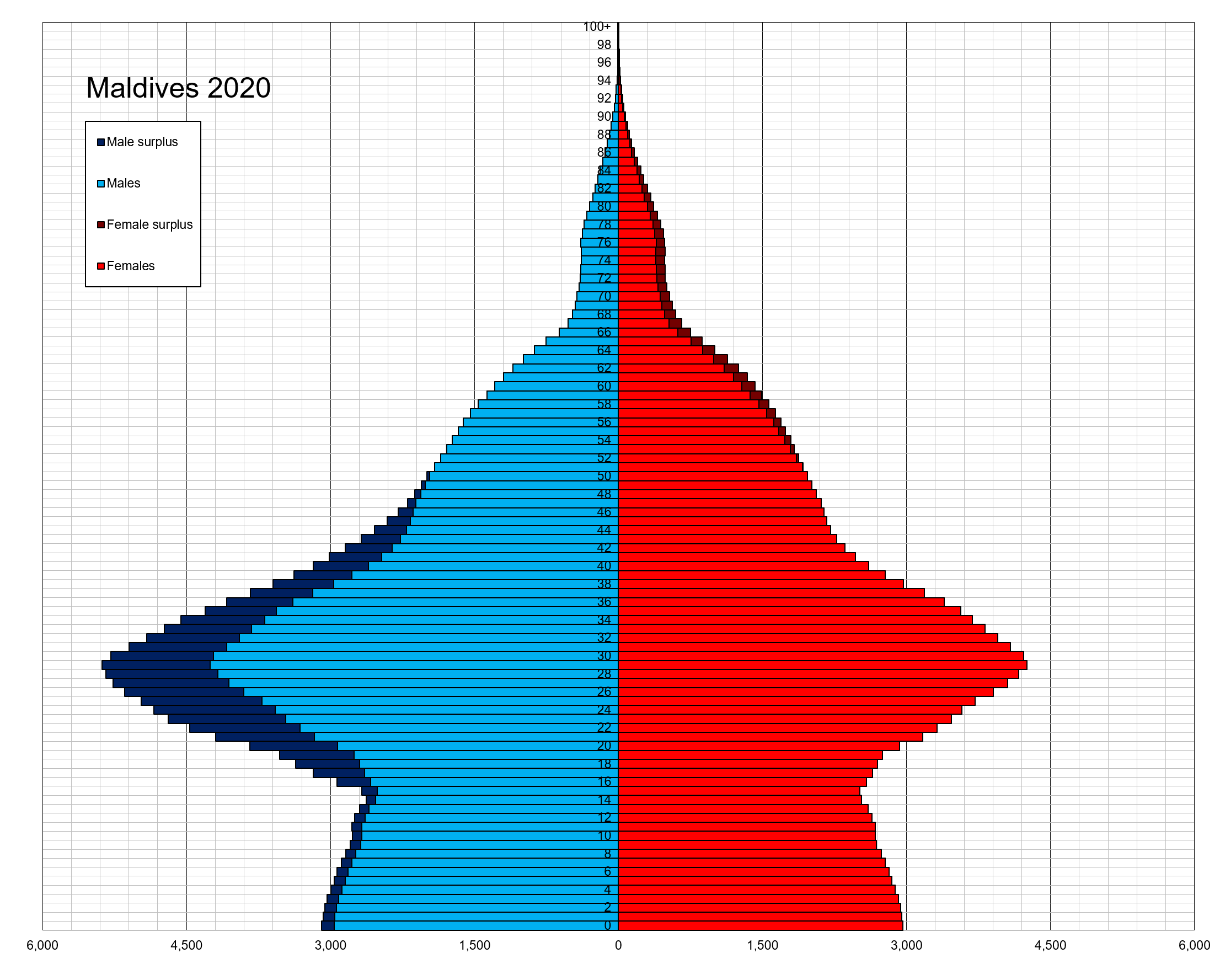
Возрастно-половая пирамида населения Мальдив на 2020 год

Общая форма пирамиды немного изменились в 2014 году по сравнению с 2006, увеличение коэффициента рождаемости привело к увеличению доли детей. Возрастной и половой состав Мальдив в 2014 году по-прежнему напоминает одну из развивающихся стран с широким основанием, относительно большая доля людей в возрастных категориях (до 30 лет), и относительно небольшая часть людей, в старших возрастных категориях (старше 60 лет). Несмотря на это, трудоспособное население по-прежнему составляет относительно большую долю населения.

## Языки
Дивехи, индо-арийский язык, имеющий некоторое сходство с Элу, древним сингальским языком и написаны в специализированной арабской вязью (Тана), является официальным языком и говорит на нём практически все население. Английский является вторым языком.

## Религия
Суннитский ислам является государственной религией. Исторически сложилось так, Мальдивы были обращены в ислам из буддизма в 12-м веке. По конституции 1997 свобода вероисповедания ограничена, поэтому ислам является единственной религией, принятой публично. Следовательно, подавляющее большинство населения исповедует приверженность исламу, сообщили в 98,4 % по состоянию на 2010 год.